# Cenefa

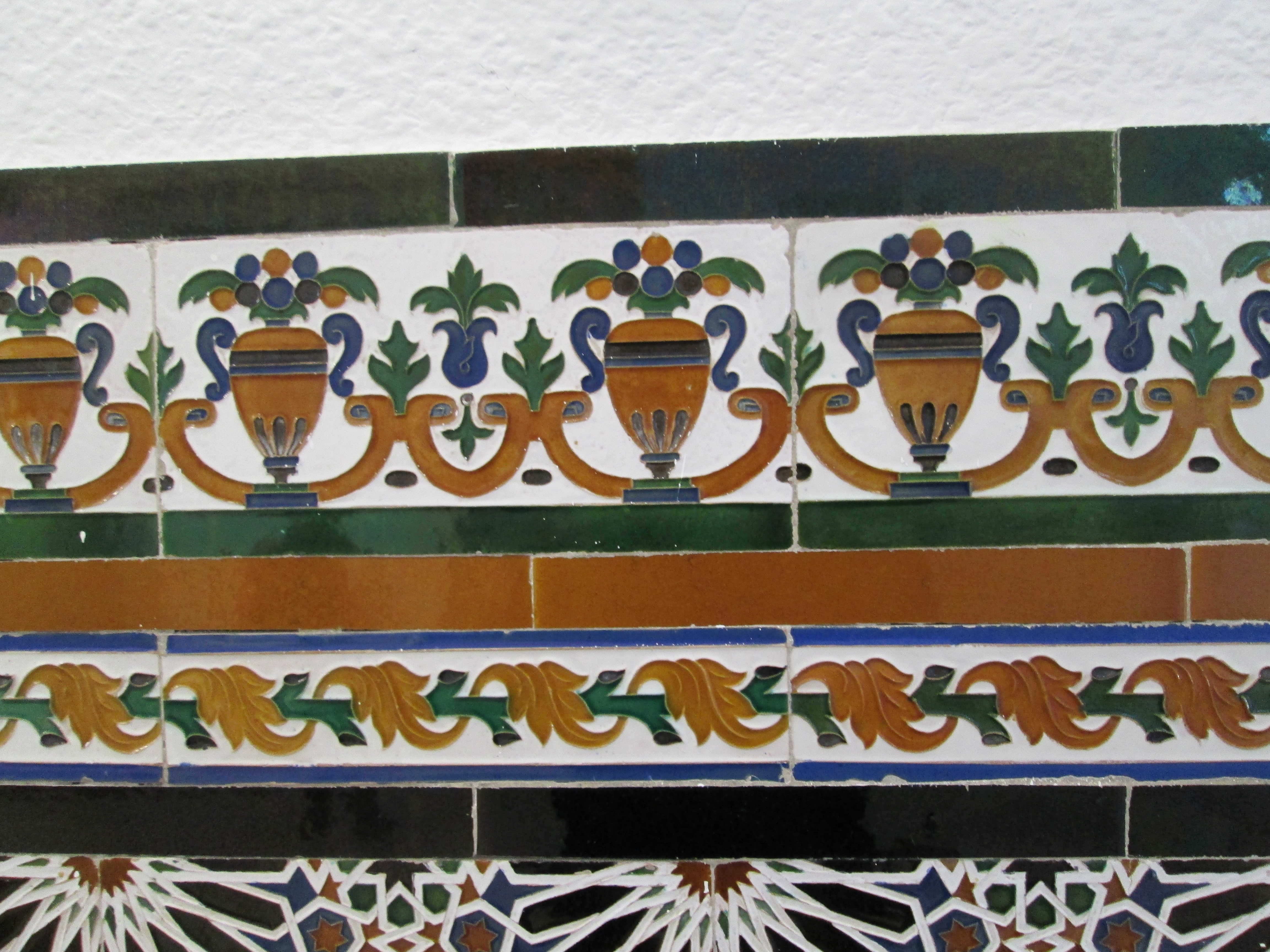
Tres tipos de cenefa en la azulejería tradicional andalusí. (Centro cultural La Térmica, Málaga, España)

Cenefa (del árabe hispanizado «ṣanífa»), también conocida como orlao guarda, es un adorno o elemento decorativo –generalmente cíclico, listado o repetido– usado en la arquitectura, cerámica, decoración y confección. Suele presentarse en forma de tira o franja alargada y estrecha sirviendo de marco, orla, perímetro, separación o borde. Cumple una función de contraste con el diseño del resto de la superficie donde se coloca. Puede aparecer como sinónimo de banda, festón (textiles), filete (marquetería), franja, greca, orla, repulgo (alfarería).

## Usos
La cenefa puede servir para diversos propósitos:
- Delimitar un zócalo o pequeño friso de diferente color, dibujo, textura o material que el resto de la superficie (en paredes, muebles, papeles pintados, etc.);
- Servir de límite superior o inferior a los paños decorativos en paredes, solerías,[7] y confecciones (cortinas, sábanas, manteles, etc.);
- Rematar o rodear otros elementos decorativos como espejos empotrados o muebles;[5]
- En alfarería, cerámica y esgrafiado, como elemento decorativo;[8]
- En la iluminación de libros y manuscritos, como marco o banda ornamental;[9]
- En heráldica, filete o borde que rodea el interior de un escudo (y que en sí constituye una pieza honorable);

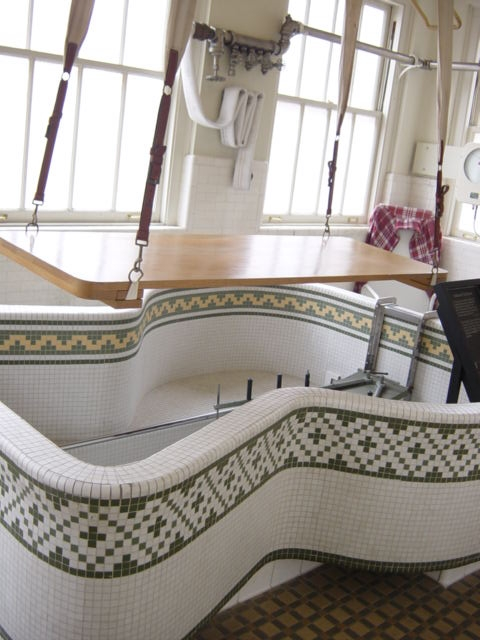
Bañera con cenefa decorativa cerámica.